# Passo de Camaragibe
Passo de Camaragibe est une municipalité brésilienne dans l'État de l'Alagoas.